# Marosszentgyörgyi római katolikus templom
A marosszentgyörgyi Szent György római katolikus templom a falu legrégibb temploma, egyben a település névadója. Építésének időpontját az Árpád-korra teszik; román stílusú szentélye valószínűleg a 13. század végén, hajója a 15. században készült. Nem tartják nyilván műemlékként.

## Története
Árpád-kori keletkezésére utalnak a templom román jellegzetességei. Építésének időpontját Léstyán Ferenc a 12. századra, Entz Géza a 13. századra, Virgil Vătășianu 1300 körülre tette. Temetőjében végzett ásatások szintén 13. századi sírokat és leleteket találtak. A szentgyörgyi plébános már egy 1323-ban keletkezett oklevélben szerepel, az 1330-as években pedig több pápai tizedjegyzékben is megjelenik. A települést név szerint (Sancto Georgio) 1332-ben említik.
Az eredeti építményből csak a szentély maradt fenn; ennek keletkezését a 13. század végére teszik, így ez Marosvásárhely környékének egyik legrégibb fennmaradt építészeti emléke. A hajó egyes feltételezések szerint 1442-ből származik (a néphagyomány szerint „a törökök építették”, vagyis valószínűleg a Hunyadi János által 1442-ben ejtett nagyszámú török hadifogoly dolgozott rajta).
A reformáció után a templomot és a hozzá tartozó épületeket, iskolát, birtokokat a protestánsok vették át; 1556-ban az evangélikusok, 1572-ben a reformátusok tulajdona lett, 1720 körül azonban visszakerült a katolikusok birtokába. A romos, elhanyagolt templomot 1731-re kijavították, bútorzatot és fatornyot ácsoltak, új főoltárán a Petki és Zichy család címereit helyezték el Petki Dávid és felesége, Zichy Sára adományozókra utalva. A plébánia újjászervezése ellenére a papi teendőket még sokáig a jezsuiták látták el és a templomban csak évente egyszer miséztek; a falubeli katolikusok a Petki család kápolnájába jártak. 1750-ben famennyezete leégett; ezután készült kazettás mennyezete.
A templom legújabb eleme az 1823-ban emelt kőtorony, melyben három harang van: a legnagyobbat 1864-ben, a két kisebbet 1926-ban szerelték fel. Ugyancsak 1823-ban építették a sekrestyét, melyet 1987-ben megnagyobbítottak. A templom mellett 1901-ben egyházi iskola nyílt, 1936-ban plébániaépület épült, mely egy ideig zárdaként is működött.
Tornyában 2008-ban kisméretű múzeumot rendeztek be, ahol egyházi tárgyakat állítottak ki (imakönyvek, szobrok, gyertyatartók, szentségtartók, kelyhek, keresztek stb).

## Leírása
A falu központjától mintegy 400 méterre keletre, egy magaslaton található. A 18. századi jozefiniánus térkép és Orbán Balázs 19. századi leírása szerint a 18–19. században még a falun kívül volt; a terjeszkedő település csak később kebelezte be. Megjegyzendő azonban, hogy a középkorban a templom valószínűleg a falu közepén helyezkedett el, ugyanis a főutca jelenlegi helyén régen a Maros folyt.
A templom legrégibb része a nyomott félkör alaprajzú, gerendavég-díszítésű szentély, melyen egy román stílusú ablak is megfigyelhető. Hajójának stílusa átmenetet képez a romanika és a gótika között; ez az átmenet az ablakok, a kapuzat és a diadalív „kör és csúcsív közötti tétovázásában” érhető tetten. Egyes vélemények szerint a szentély (vagy a hajó) alatt kripta van, azonban ezt 1996-os feltárások megcáfolták.
Oltárai korai barokk stílusúak. Kazettás mennyezetén 82 mező van; ezek közül 81 fehér alapon fekete és piros virágdíszeket visel, a fennmaradó, nagyméretű mező pedig Szent György vértanút ábrázolja. A templom cintermében Petki Dávid és Márton Áron szobra látható.